# Ткуарчальська сільська адміністрація
Ткуарча́льська сільська́ адміністра́ція (абх. Тҟәарчал ақыҭа ахадара) — сільська адміністрація в складі Ткуарчальського району Абхазії. Адміністративний центр адміністрації — село Атишаду.
Сільська адміністрація в часи СРСР існувала як Ткварчельська сільська рада Очамчирського району. 1994 року, після адміністративної реформи в Абхазії, сільська рада була перетворена на сільську адміністрацію, перейменована і передана до складу Ткуарчальського району.
В адміністративному відношенні сільська адміністрація утворена з 2 сіл:
- Акуарчапан (Акварчапан)
- Атишаду

| Грузія | Це незавершена стаття з географії Грузії. Ви можете допомогти проєкту, виправивши або дописавши її. |